# The Nicki Wrld Tour
Tournées par Nicki Minaj et Juice Wrld
The Pinkprint Tour
(2015) Pink Friday 2 World Tour 
(2024)
The Nicki Wrld Tour (anciennement NickiHndrxx Tour) est la quatrième tournée mondiale de la rappeuse et chanteuse trinidadienne Nicki Minaj. Minaj partage l'affiche avec le rappeur américain Juice Wrld. La tournée a pour but de promouvoir le quatrième album studio de la rappeuse sorti en 2018, Queen, et le deuxième album studio de Juice Wrld, Death Race for Love (2019). Il s'agit de la première et dernière tournée mondiale de Juice Wrld, décédé huit mois plus tard le 8 décembre 2019.

## Développement
La tournée est annoncée officiellement le 11 juin via le compte Twitter officiel de Nicki Minaj, puis sur Instagram où elle révèle également l'affiche officielle. La tournée, alors appelée The NickiHndrxx Tour, est en duo avec le rappeur américain Future.
Le 21 décembre, Nicki Minaj annonce sur son compte Instagram qu'elle partagera finalement l'affiche avec le rappeur américain Juice Wrld et renomme par la même occasion la tournée The Nicki Wrld Tour. Le 4 février 2019, le rappeur Lil Xan annonce avec un post Instagram qu'il réalisera le premier acte de la partie européenne de la tournée. Minaj avait initialement annoncé que son protégé 6ix9ine serait le premier acte de la tournée, mais le rappeur a depuis été arrêté et est actuellement détenu en prison.

## Costumes et mise en scène
Le show de Minaj comprend cinq tenues principales, qui illustrent chaque segment du concert. Ces costumes sont inspirés d'époques différentes, allant de « l'Égypte ancienne jusqu'à l'époque moderne, en passant par l'empire romain et un style médiéval futuristique » écrit Kitty Empire de The Guardian.
La rappeuse est introduite par un interlude vidéo aux allures de conte de fées. On la voit tantôt dans un décor romantique, portant une robe rose bonbon et entourée de pétales, ou en tenue de centurion brandissant son épée. 
Minaj fait son entrée sur scène parmi des nuages de fumée, chevauchant une licorne animatronique aux ailes géantes et interprétant Majesty. Elle porte un justaucorps doré orné de paillettes, assorti à une couronne géante qu'elle porte sur sa tête. Elle quitte ensuite la licorne pour s'allonger sur un lit à baldaquin autour duquel les danseurs s'animent. Ce premier segment est centré autour des hits rap et hip-hop de la rappeuse, parmi lesquels : Feeling Myself, Monster, Fefe, Beez in the Trap, Anaconda... 
Minaj disparaît brièvement, et réapparait pour le second segment portant un justaucorps et des bottes assorties Fendi, contrastant avec un trench-coat jaune néon. La scène est épurée de tout décor, ne comprenant maintenant que la table de mixage de DJ Boof, qui assiste Minaj sur plusieurs titres en assumant le rôle de hype man. Celle-ci interprète alors des morceaux récents et des freestyles (comme Bust Down Barbiana) et invite quelques stars locales du pays en question, par exemple Lady Leshurr et Ms Banks au Royaume-Uni. Minaj quitte la scène, laissant la place à Juice Wrld pour le deuxième acte du concert.
Un second interlude visuel présentant Minaj comme un robot futuriste sur le thème de l'extrait de sa troisième mixtape Beam Me Up Scotty introduit le troisième acte du concert. Pour son troisième segment, la rappeuse entre sur scène dans un ascenseur en forme de pilule et porte une tenue métallique similaire à celle qu'elle porte dans le vidéoclip de MotorSport. Elle interprète ses hits mondiaux pop et EDM (Turn Me On, Starships, Pound the Alarm, Where Them Girls At) et invite chaque fois des fans à chanter avec elle sur scène. L'avant-dernier segment est plus intime, Minaj se tenant seule sur une scène recouverte de fumée. Elle porte une robe à volants au motif damier rose et noir réalisée sur mesure par le couturier Christian Cowan. Un voile recouvrant sa tête, elle interprète son répertoire de ballades douces : Grand Piano, Come See About Me et All Things Go. Elle dédie sa performance de Save Me à chaque ville dans laquelle elle joue, modifiant à chaque fois les paroles,.
Pour le segment final, Minaj émerge d'un écran circulaire avec ses danseurs. Elle porte un justaucorps noir en latex avec des ornements dorés rappelant celui utilisé dans le clip de Chun-Li (2018). Une traîne au motif damier noir et vert néon y est attachée, réalisée par Cowan. Elle interprète un mashup de plusieurs titres mondiaux (Side to Side, Chun-Li, Swalla) et finit le concert par un encore (Super Bass ou Starships),.

## Accueil critique
David Brun-Lambert décrit la tournée dans Le Temps comme « une épopée européenne marquée par des annulations et un manque d'engouement ». En effet une série d'annulations dans plusieurs villes et des problèmes techniques à répétition font les choux gras de la presse,, et la perception du public reste plutôt mauvaise. Le 10 mars 2019, l'annulation du concert à Bordeaux et l'apparition de Minaj à la foire de la ville quelques heures après sont particulièrement sources de controverse sur les réseaux sociaux français.
Cependant les critiques sont plus cléments et donnent des retours positifs sur la tournée. Kitty Empire de The Guardian donne à Minaj 4 étoiles sur 5 écrivant qu'elle « a mis le paquet pour un show monumental », qu'elle qualifie aussi de « triomphe ». Dans divers médias, le concert est tantôt décrit comme « torride », « divertissant » ou « extravagant »,,. La « mise en scène onirique » et les « tenues de scène épiques » sont un succès. Les moments partagés entre Minaj et les invités surprise sont « doux et dégagent une grande générosité » de la part de la rappeuse. Le premier segment à l'ambiance hip-hop new-yorkais fait l'unanimité, Alicia Dejabo de Metro notant que « ce retour aux sources rap est une agréable surprise », qui prouve que Minaj a « un don pour le rap » selon Annabal Bagdi de Express&Star,. Le rythme général, en revanche, laisse perplexe : pour Empire, il paraît « désordonné » et « illogique », et « les interludes semblent avoir des interludes ». 
Mais selon Adam Saraswati-Rawlings de SCAN, « le point fort du concert est le charisme de Minaj sur scène ».  
L'accueil du public est unanime : il « exulte » et « se prosterne »,. Laissant parfois tomber le personnage, la rappeuse se montre également sensible et vulnérable. Lors du concert à Manchester le 18 mars 2019, elle rend hommage aux victimes de l'attentat de la Manchester Arena. Mancunien lui-même, Saraswati-Rawlings décrit l'hommage comme « sincère et respectueux sans être prêcheur ». Il continue : « Cette tournée prouve pourquoi Nicki est LA rappeuse de l'industrie depuis maintenant dix ans ». Adejobi conclut : « Est-ce que Nicki est toujours capable de donner à ses fans ce qu'ils attendent d'elle ? En un mot, absolument ».

## Concerts
| Date            | Ville            | Pays       | Salle                           | Première partie          | Affluence             | Revenu      |
| --------------- | ---------------- | ---------- | ------------------------------- | ------------------------ | --------------------- | ----------- |
| Europe,         |                  |            |                                 |                          |                       |             |
| 21 février 2019 | Munich           | Allemagne  | Olympiahalle                    | Zuna & Azet Miami Yacine | −                     | −           |
| 24 février 2019 | Łódź             | Pologne    | Atlas Arena                     | Smolasty                 | −                     | −           |
| 25 février 2019 | Budapest         | Hongrie    | Papp László Budapest Sportaréna | —                        | −                     | −           |
| 28 février 2019 | Berlin           | Allemagne  | Mercedes-Benz Arena             | Zuna & Azet Miami Yacine | −                     | −           |
| 1er mars 2019   | Copenhague       | Danemark   | Royal Arena                     | Vild Smith               | −                     | −           |
| 3 mars 2019     | Oslo             | Norvège    | Oslo Spektrum                   | Kjartan Lauritzen        | −                     | −           |
| 4 mars 2019     | Stockholm        | Suède      | Ericsson Globe                  | Lil Xan                  | −                     | −           |
| 6 mars 2019     | Bruxelles        | Belgique   | Palais 12                       | Lord Gasmique            | 4 560 / 6 141         | 262 739 $   |
| 7 mars 2019     | Paris            | France     | AccorHotels Arena               | Koba LaD                 | −                     | −           |
| 11 mars 2019    | Londres          | Angleterre | O2 Arena                        | Ray BLK                  | −                     | −           |
| 14 mars 2019    | Birmingham       | Angleterre | Birmingham Arena                | Ray BLK                  | 7 626 / 10 413        | 601 518 $   |
| 17 mars 2019    | Glasgow          | Écosse     | SSE Hydro                       | Ray BLK                  | 8 380 / 8 515         | 645 199 $   |
| 18 mars 2019    | Manchester       | Angleterre | Manchester Arena                | Ray BLK                  | 10 334 / 11 468       | 744 718 $   |
| 20 mars 2019    | Esch-sur-Alzette | Luxembourg | Rockhal                         | —                        | −                     | −           |
| 22 mars 2019    | Francfort        | Allemagne  | Festhalle                       | Zuna & Azet Miami Yacine | −                     | −           |
| 23 mars 2019    | Cologne          | Allemagne  | Lanxess Arena                   | Zuna & Azet Miami Yacine | 10 360 / 12 000       | 801 502 $   |
| 25 mars 2019    | Amsterdam        | Pays-Bas   | Ziggo Dome                      | Josylvio                 | 6 846 / 7 056         | 423 432 $   |
| 27 mars 2019    | Zurich           | Suisse     | Hallenstadion                   | —                        | 5 724 / 13 000        | 510 870 $   |
| 28 mars 2019    | Genève           | Suisse     | Palexpo                         | —                        | −                     | −           |
| Total           | Total            | Total      | Total                           | Total                    | 53 830 / 68 593 (78%) | 3,989,990 $ |

Remarques :
- Le concert du 25 février 2019 à Budapest a été retardé de 20 minutes, écourtant la performance de Nicki Minaj[23].
- Le concert du 11 mars 2019 à Londres a dépassé le couvre-feu fixé par l'O2 Arena, exposant la rappeuse à une éventuelle amende de 150 000 £[24].

## Concerts annulés
| Date            | Ville      | Pays      | Salle                        | Motif                                               |
| --------------- | ---------- | --------- | ---------------------------- | --------------------------------------------------- |
| Europe          |            |           |                              |                                                     |
| 22 février 2019 | Bratislava | Slovaquie | Zimný štadión Ondreja Nepelu | Problèmes techniques liés à l'électricité,          |
| 9 mars 2019     | Bordeaux   | France    | Arkéa Arena                  | Problèmes techniques liés à l'électricité,          |
| 15 mars 2019    | Dublin     | Irlande   | 3Arena                       | Conditions météo empêchant le transport du matériel |